# Enyo ocypete
Enyo ocypete är en fjärilsart som beskrevs av Carl von Linné 1758. Enyo ocypete ingår i släktet Enyo och familjen svärmare. Inga underarter finns listade i Catalogue of Life.

## Bildgalleri

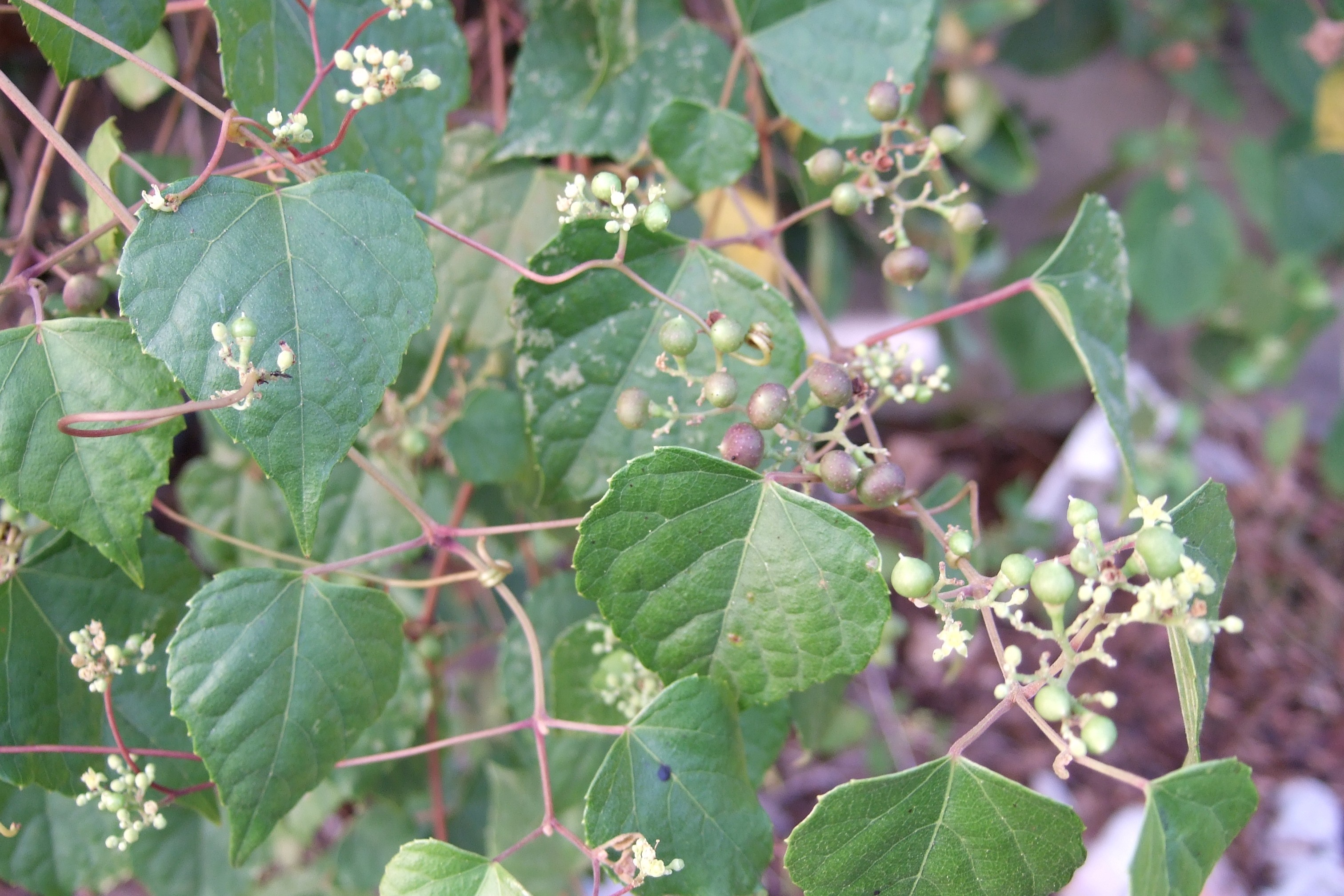
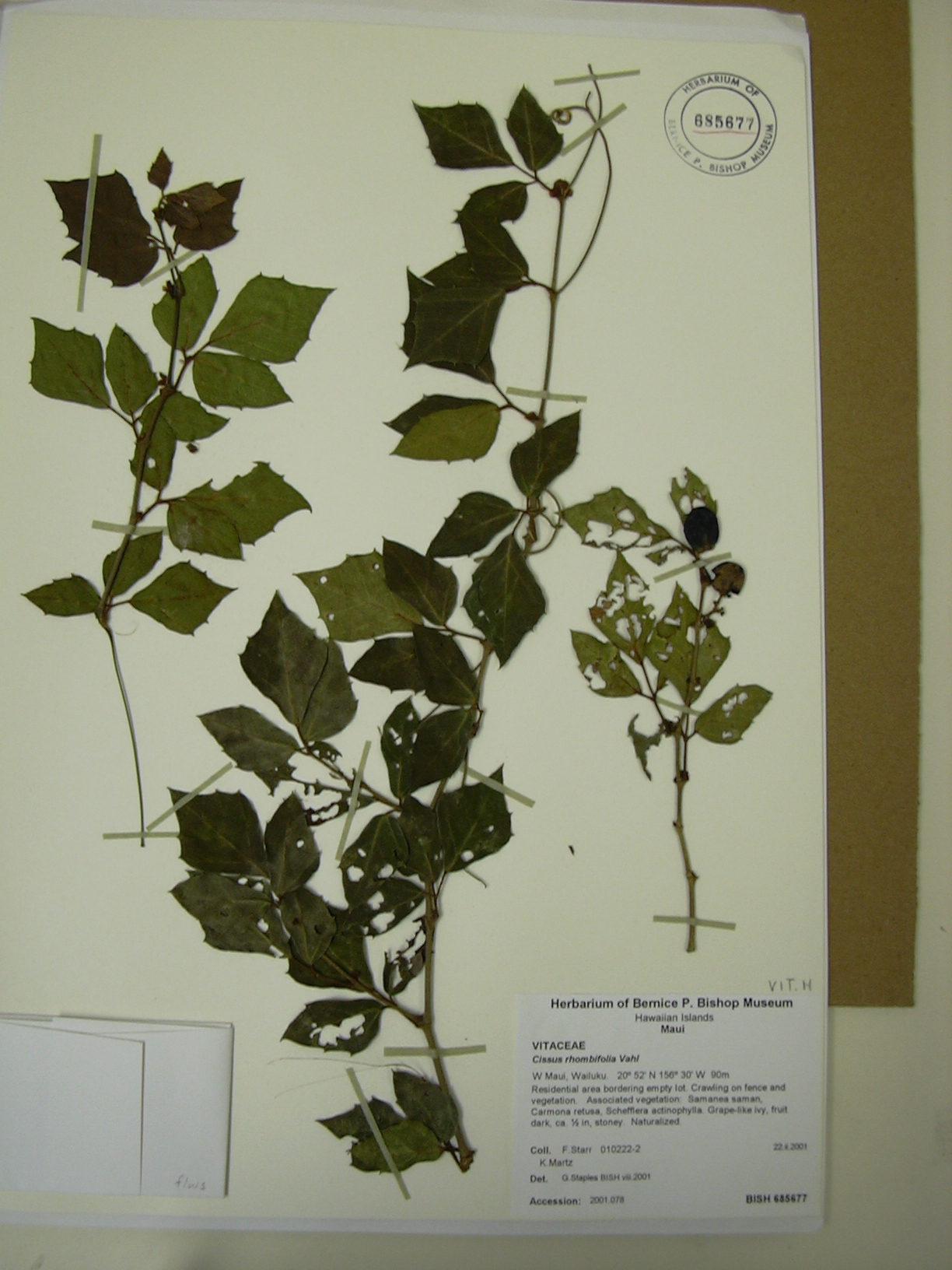
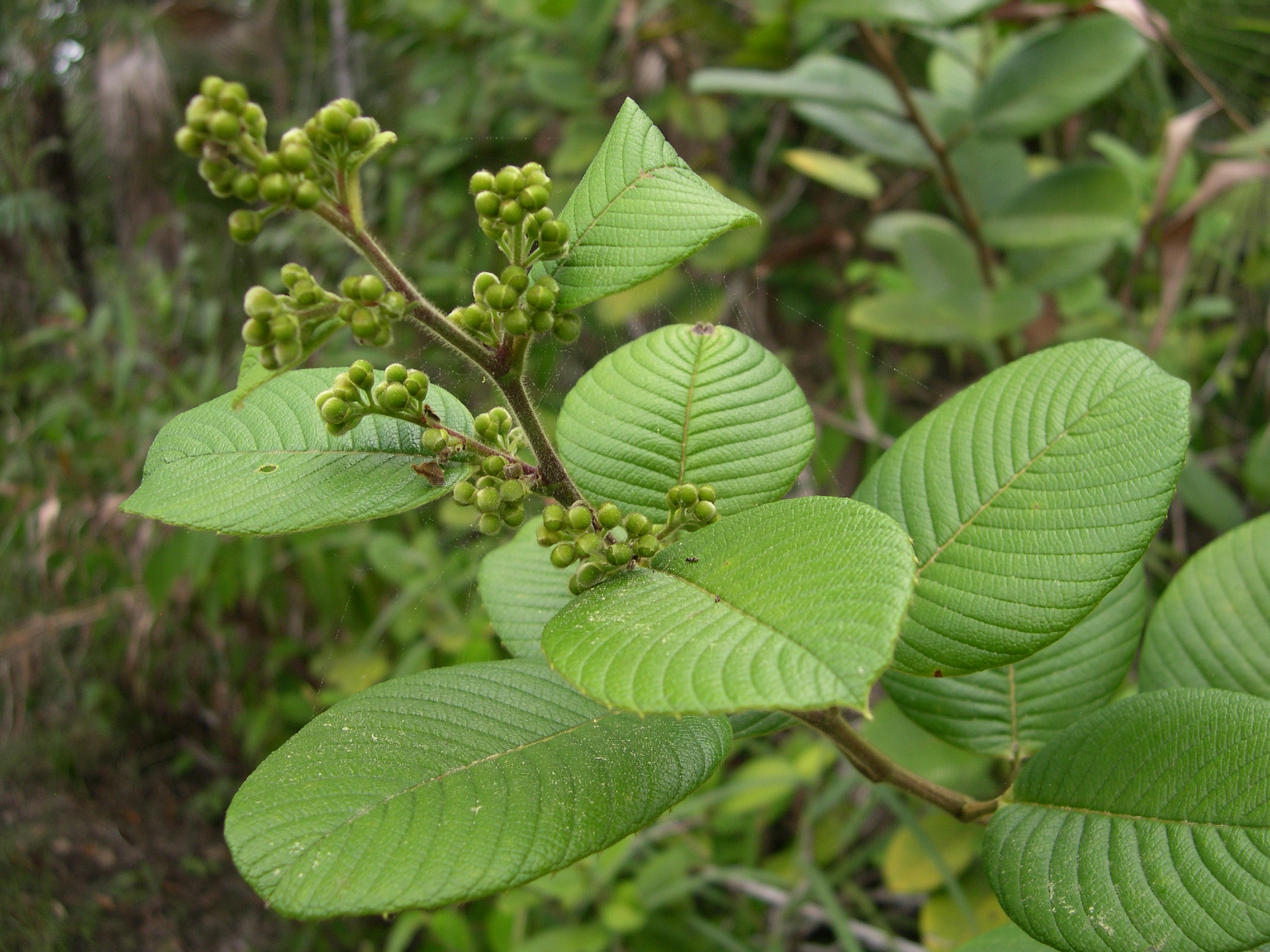
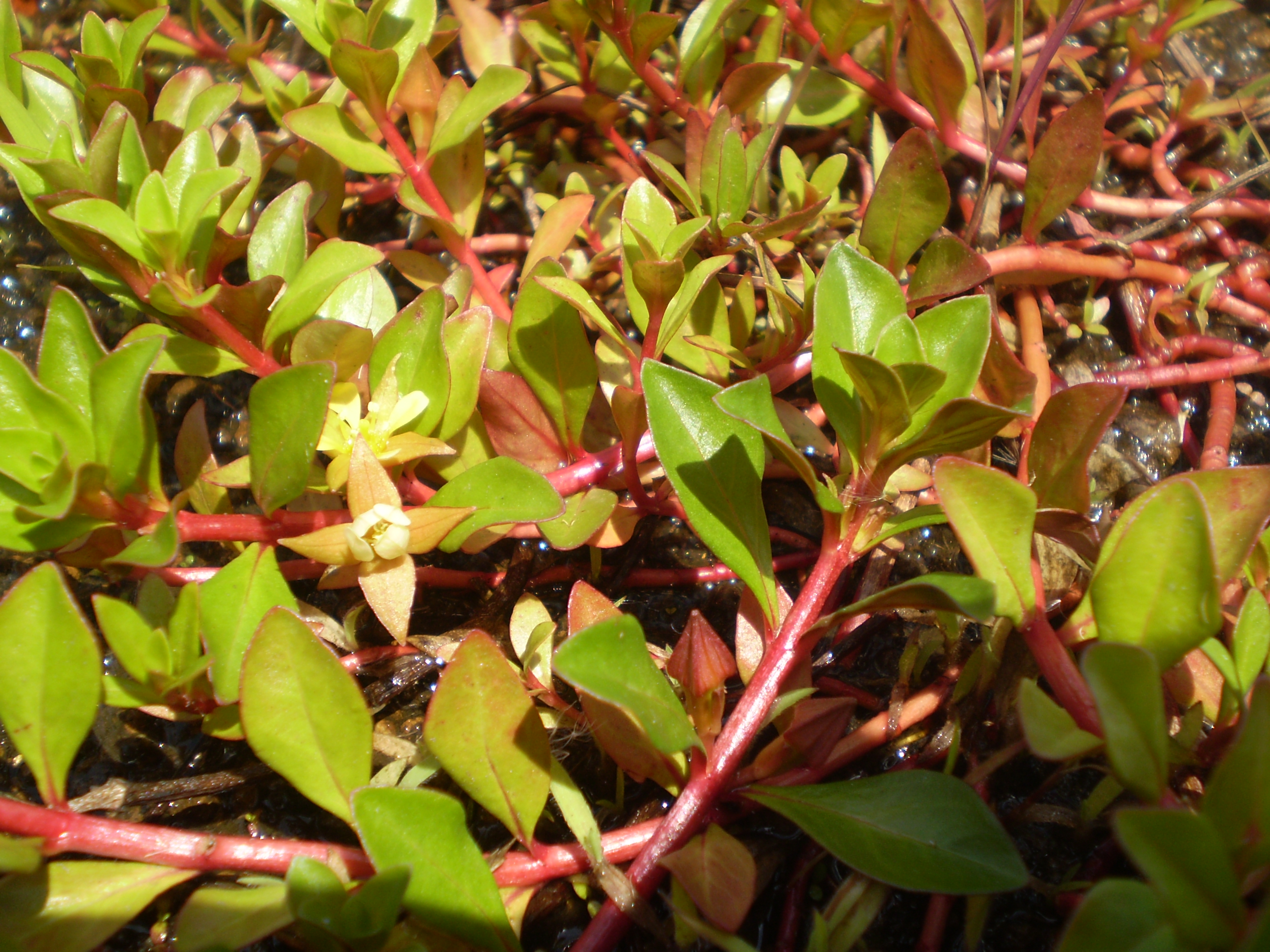